# Io e Angela
Io e Angela è un film del 2021 diretto da Herbert Simone Paragnani.
La pellicola, prodotta dalla Camaleo, con Rai Cinema, e distribuita dalla Eagle Pictures, è uscita nelle sale il 10 novembre 2021 e successivamente in home video e on demand su tutte le piattaforme, accessibili anche fuori dall'Italia.

## Trama
Arturo Ceneri ha una madre che adora, una fidanzata bellissima, un grande amico e il lavoro dei suoi sogni. È un uomo felice. Almeno fino al momento in cui riceva la visita di Angela una bellissima, sboccata sconosciuta con poteri soprannaturali che gli annuncia la sua morte per suicidio. Arturo scopre così che la sua vita perfetta non è altro che un castello di menzogne ma non si decide all'insano gesto, arrivando a stipulare un patto con Angela. Lei lo aiuterà a vendicarsi di chi lo ha preso in giro, tradito e messo in mezzo e solo allora si toglierà di mezzo. Ma le elaborate vendette ai danni di madre, fidanzata, migliore amico e soci di lavoro, portano uno strano effetto collaterale: il nome di Arturo non compare più sulla lista dei morituri. La stessa Angela perde i suoi poteri svelando un risvolto nascosto della storia.